# Arvid Eriksson (Stålarm)
Arvid Eriksson (Stålarm), död 1529, var en finländsk lagman och ståthållare.

## Biografi
Arvid Eriksson var son till häradshövdingen Erik Botvidsson (Stålarm) och Karin Olofsdotter Garp. Han arbetade som väpnare och blev 1489 landsfogde i norra Finland. Arvid Eriksson blev nämnda år även häradshövding i Masku härad. Han var under 1500-talets första årtionden lagman i Karelen. År 1529 blev han ståthållare på Tavastehus och avled samma år.
Han ägde gårdarna Sydänmaa i Karuns socken och Boegård i Borgå socken.

### Familj
Arvid Eriksson gifte sig 22 januari 1515 på Laukko i Vesilax med Christina Knutsdotter Kurck (död 1549) och hon fick som morgongåva Sydänmaa. Hon var dotter till lagmannen Knut Eriksson och Elin Kurck. De fick tillsammans barnen fogden Erik Arvidsson (Stålarm) (död 1566), Knut Arvidsson (Stålarm), Claes Arvidsson (Stålarm) och Elin Arvidsdotter (Stålarm) som var gift med ståthållaren Henrik Klasson Horn af Kanckas. Efter Arvid Erikssons död gifte Christina Knutsdotter sig med hövitsmannen Nils Månsson Grabbe.